# جاك أراغو
جاك أراغو (بالفرنسية: Jacques Arago)‏ (و. 1790 – 1855 م) هو كاتب، وكاتب مسرحي، ورسام كارتون، ومستكشف، وروائي، وكاتب مذكرات، ورسام، وشاعر فرنسي، توفي في ريو دي جانيرو، عن عمر يناهز 65 عاماً.